# Carlos Iaconelli
Carlos Iaconelli, född 26 juni 1987 i São Paulo, är en brasiliansk racerförare.

## Racingkarriär
| År                                              | Klass/Mästerskap                         | Team                          | Bil                                            | Totalt/poäng | Bästa placering             |
| ----------------------------------------------- | ---------------------------------------- | ----------------------------- | ---------------------------------------------- | ------------ | --------------------------- |
| 2003                                            | Fórmula Renault Brasil                   | ?                             | ?                                              | -/0p         | ?                           |
| 2004                                            | Campeonato Sudamericano de Formula 3     | PropCar                       | Dallara F301 (Berta F3) Dallara F301 (Opel F3) | 5:a/114p     | Två andraplatser            |
| 2004                                            | Fórmula Renault Brasil                   | PropCar Racing                | ?                                              | 4:a/183p     | Två segrar                  |
| 2005                                            | Spanska F3-mästerskapet                  | GTA Motor Competicion         | Dallara F305 (Toyota)                          | 20:e/2p      | 8:a på Estoril              |
| 2005                                            | Formula Renault 2.0 Eurocup              | JD Motorsport A.R. Motorsport | Tatuus FR2000 (Renault)                        | -/0p         | 15:e i Valencia (Race 2)    |
| 2005                                            | Formula Renault 2.0 Italia               | JD Motorsport                 | Tatuus FR2000 (Renault)                        | 16:e/30p     | 2:a på Vallelunga (Race 1)  |
| 2005                                            | Formula Renault 3.5 Series               | Interwetten Racing            | Dallara T02 (Renault)                          | -/0p         | 20:e på Monza (Race 2)      |
| 2006                                            | Formula Renault 3.5 Series               | Interwetten Racing            | Dallara FR35 (Nissan)                          | -/0p         | 11:a på Spa (Race 1)        |
| 2006                                            | Spanska F3-mästerskapet                  | Elide Racing                  | Dallara F306 (Toyota)                          | 12:a/23p     | 2:a i Valencia (Race 2)     |
| 2007                                            | Formula Renault 3.5 Series               | Pons Racing                   | Dallara FR35 (Renault)                         | 21:a/13p     | 5:a på Magny-Cours (Race 2) |
| 2008                                            | GP2 Series                               | BCN Competicion               | Dallara GP2-08 (Renault)                       | -/0p         | 11:a i Valencia (Race 2)    |
| 2008                                            | International Formula Master             | Pro Motorsport                | Formula S2000 (Honda)                          | -/0p         | 5:a på Monza (Race 2)       |
| 2008                                            | Formula Master Italia                    | Pro Motorsport                | Formula S2000 (Honda)                          | 19:e/1p      | ?                           |
| 2008/2009                                       | GP2 Asia Series                          | Durango Automotive            | Dallara GP2/05 (Renault)                       | -/0p         | 11:a i Shanghai (Race 1)    |
| 2009                                            | FIA Formula Two Championship             | Iaconelli.com (huvudsponsor)  | Williams JPH1 F2 (Audi)                        | 11:a/21p     | 2:a i Valencia (Race 1)     |
| 2010                                            | Auto GP                                  | Durango                       | Lola B05/52 (Zytek)                            | 7:a/24p      | Tre segrar                  |
| 2011                                            | Blancpain Endurance Series - GT3 Pro Cup | Scuderia Vittoria Limited     | Ferrari 458 Italia                             | 15:a/33p     | En podiumplacering          |
| Senast uppdaterad: 2022-09-08 (882 dagar sedan) |                                          |                               |                                                |              |                             |